# Гёнц, Кинга
Кинга Гёнц (венг. Göncz Kinga; род. 8 ноября 1947, Будапешт) — венгерский политик из Венгерской социалистической партии, министр иностранных дел в 2006—2009 годах, депутат Европейского парламента в 2009—2014 годах.

## Биография
Приходится дочерью Арпаду Гёнцу, президенту Венгрии в 1990—2000 годах. Училась в Университете Земмельвайса, специализируется в области психиатрии. Работала в Национальном институте реабилитации, преподавала в Будапештском университете и была приглашенным лектором в европейских и американских университетах.
В мае 2002 года была назначена государственным секретарём в министерстве здравоохранения, социальных дел и семьи. В июне 2004 года получила портфель министра по вопросам равных возможностей, лиц с ограниченными физическими возможностями, ромов, сотрудничества с неправительственными организациями и координации борьбы с бедностью и сегрегацией. С октября 2004 года работала в качестве министра молодёжи, семьи, социальных вопросов и равных возможностей. В июне 2006 года стала министром иностранных дел в правительстве Ференца Дюрчаня (первая женщина в истории Венгрии на этой должности).
Замужем (муж Ласло Бенедек), имеет двоих детей.

## Ссылка
- Профиль на сайте Европарламента Архивная копия от 8 августа 2015 на Wayback Machine